# Evangelina Elizondo
Evangelina Elizondo (Cidade do México, 28 de abril de 1929 — 2 de outubro de 2017) foi uma atriz, cantora e pintora mexicana.

## Filmografia

### Cinema
- Princesa, una historia verdadera (2016) - María
- Me late chocolate (2013)
- Las Buenrostro (2005)
- E pur si muove (2003)
- Cuando seas mía (2001)
- Alta tensión (1997)
- Un paseo por las nubes (1995)
- En el paraíso no existe el dolor (1995)
- ¿Nos traicionará el presidente? (1991)
- Romero (1989)
- El secreto de la ouija (1988)
- Te quiero (1979)
- La generala (1971)
- Gregorio y su ángel (1970)
- El hombre de negro (1969)
- El matrimonio es como el demonio (1969)
- El misterio de los hongos alucinantes (1968)
- Don Juan 67 (1967)
- Un novio para dos hermanas (1967)
- Domingo salvaje (1967)
- Esta noche no (1966)
- El tragabalas (1966)
- Un callejón sin salida (1965)
- Pistoleros del oeste (1965)
- El amor no es pecado (el cielo de los pobres) (1965)
- Un hombre en la trampa (1965)
- Días de otoño (1963)
- Los falsos héroes (1962)
- La chacota (1962)
- La furia del ring (1961)
- Tres balas perdidas (1961)
- México lindo y querido (1961)
- Una canción para recordar (1960)
- Verano violento (1960)
- Ángel del infierno (1959)
- El superflaco (1959)
- El castillo de los monstruos(1958)
- Manos arriba (1958)
- Música en la noche (1958)
- Tú y la mentira (1958)
- Te vi en tv (1958)
- Tropicana (1957)
- Rapto al sol (1956)
- Las zapatillas verdes (1956)
- Los platillos voladores (1956)
- No me platiques más (1956)
- Viva la juventud (1956)
- Mi canción eres tú (1956)
- La venganza de los Villalobos (1955)
- Los tres Villalobos (1955)
- Música, espuelas y amor (1955)
- Qué bravas son las costeñas (1955)
- El tren expreso (1955)
- Amor de lejos (1955)
- Educando a papá (1955)
- Fugitivos: Pueblo de proscritos (1955)
- La intrusa (1954)
- Frontera norte (1953)
- Genio y figura (1953)
- Amor, qué malo eres (1953)
- RKO Screenliner: Swingtime in Mexico (1952)
- Las locuras de Tin-Tan (1952)

### Televisão
- Pasión morena (2009) - Doña Josefina
- Amores cruzados (2006) - Sara
- La heredera (2004)
- Mirada de mujer: El regreso  (2003) - Doña Elena
- Cuando seas mía (2001) - Doña Inés Ugarte viúva de Sánchez Serrano
- Besos prohibidos (1999) - Cristina
- Tres veces Sofía (1998) - Magnolia
- Mirada de mujer (1997) - ELena
- El abuelo y yo (1992) - Sofía
- El pecado de Oyuki (1988) - Diana
- Frontera (1967)